# Años 280
Los años 280 o década del 280 empezó el 1 de enero del 280 y terminó el 31 de diciembre del 289.

## Acontecimientos
- San Cayo sucede a San Eutiquiano como papa en el año 283
- San Nicolás de Bari
- Batalla del Margus